# Remoncourt (Vosges)
Remoncourt é uma comuna francesa na região administrativa do Grande Leste, no departamento de Vosges. Estende-se por uma área de 14.52 km². Em 2010 a comuna tinha 587 habitantes (densidade: 40,4 hab./km²).